# Fufeng
För andra betydelser, se Fufeng (olika betydelser).
Fufeng är ett härad som lyder under Baojis stad på prefekturnivå i Shaanxi-provinsen i norra Kina.